# Список политических партий Доминиканской Республики
В этой статье перечислены политические партии в Доминиканской Республике.
Доминиканская Республика имеет многопартийную систему с двумя или тремя ведущими партиями.

## Партии

### Основные партии
Основными партиями в Доминиканской Республике считаются Доминиканская партия освобождения и Современная революционная партия, обе из которых образовались как отколы от некогда ведущей Доминиканской революционной партии. Все три эти силы при основании заявляли о себе как представлителях социал-демократического левого центра, но затем смещались вправо к центристскому социал-либерализму.
| Партия | Партия | Партия                                                                | Сокр. | Осн. | Идеология   | Сенаторы | Депутаты  | Мэры      |
| ------ | ------ | --------------------------------------------------------------------- | ----- | ---- | ----------- | -------- | --------- | --------- |
|        |        | Современная революционная партия Partido Revolucionario Moderno       | PRM   | 2014 | Реформизм   | 17 из 32 | 86 из 190 | 81 из 158 |
|        |        | Доминиканская партия освобождения Partido de la Liberación Dominicana | PLD   | 1973 | Третий путь | 6 из 32  | 75 из 190 | 65 из 158 |

### Парламентские партии
Перечисленные ниже партии располагают как минимум одним местом в Сенате или Палате депутатов после всеобщих выборов 2020 года.
| Имя | Имя                                                                                  | Сокр.  | Осн.  | Идеология                                 | Сенаторы | Депутаты  | Мэры     |
| --- | ------------------------------------------------------------------------------------ | ------ | ----- | ----------------------------------------- | -------- | --------- | -------- |
|     | Сила народа Fuerza del Pueblo                                                        | FP     | 2019  | Дуартианство Прогрессивизм Левый популизм | 9 из 32  | 18 из 190 |          |
|     | Социально-христианская реформистская партия Partido Reformista Social Cristiano      | PRSC   | 1963  | Либеральный консерватизм                  | 6 из 32  | 6 из 190  | 7 из 158 |
|     | Доминиканцы за перемены Partido de los Dominicanos por el Cambio                     | DXC    | 2010  | Зелёный консерватизм                      | 1 из 32  | 2 из 190  |          |
|     | Социал-демократический институциональный блок Bloque Institucional Socialdemócrata   | BIS    | 1989  | Этический социализм                       | 1 из 32  | 2 из 190  | 1 из 158 |
|     | Доминиканская революционная партия Partido Revolucionario Dominicano                 | PRD    | 1939  | Социальный либерализм                     |          | 4 из 190  | 3 из 158 |
|     | Широкий фронт Frente Amplio                                                          | FA     | 1992  | Социализм                                 |          | 3 из 190  |          |
|     | Альянс за демократию Alianza por la Democracia                                       | APD    | 1992  | Прогрессизм                               |          | 2 из 190  |          |
|     | Альянс Страна Alianza País                                                           | ALPAÍS | 2011  | Зелёные левые                             |          | 2 из 190  |          |
|     | Партия гражданского обновления Partido Cívico Renovador                              | PCR    | 2006  | Демократический социализм                 |          | 1 из 190  |          |
|     | Доминиканская гуманистическая партия Partido Humanista Dominicano                    | PHD    | 2006  | Христианский гуманизм                     |          | 1 из 190  |          |
|     | Либерально-реформистская партия Partido Reformista Liberal                           | PRL    | 1986  | Классический либерализм                   |          | 1 из 190  |          |
|     | Христианско-демократическая партия Кискейано Partido Quisqueyano Demócrata Cristiano | PQDC   | 2006. | Социальный консерватизм                   |          | 1 из 190  |          |
|     | Революционная социал-демократическая партия Partido Revolucionario Social Demócrata  | PRSD   | 2005  | Социал-демократия                         |          | 1 из 190  |          |
|     | Демократический выбор Opción Democrática                                             | OD     | 2014  | Социалистический феминизм                 |          | 1 из 190  |          |

### Местные партии
Перечисленные ниже партии не представлены в Конгрессе, но контролируют как минимум один муниципальный совет.
| Имя | Имя                                                    | Сокр. | Осн. | Идеология          | Мэры     |
| --- | ------------------------------------------------------ | ----- | ---- | ------------------ | -------- |
|     | Христианская народная партия Partido Popular Cristiano | PPC   | 1981 | Христианские левые | 1 из 158 |

### Прочие партии
| Имя | Имя                                                                            | Сокр.  | Осн. | Идеология                |
| --- | ------------------------------------------------------------------------------ | ------ | ---- | ------------------------ |
|     | Альтернативное демократическое движение Movimiento Democrático Alternativo     | MODA   | 2007 | Либеральный социализм    |
|     | Партия Христианско-демократического союза Partido Unión Demócrata Cristiano    | UDC    | 1998 | Христианская демократия  |
|     | Партия доминиканцев за перемены Partido de los Dominicanos por el Cambio       | DxC    | 2010 | Зелёный консерватизм     |
|     | Институциональная демократическая партия Partido Democrática Institucionál     | PDI    | 1986 | Христианский национализм |
|     | Партия национального единства Partido de la Unidád Nacionál                    | PUN    | 2001 | Христианский социализм   |
|     | Зелёная социалистическая партия Partido Socialista Verde                       | PASOVE | 2009 | Экосоциализм             |
|     | Национальная партия гражданской воли Partido Nacional de la Voluntád Ciudadana | PNVC   | 1973 | Социальный консерватизм  |
|     | Народно-демократическая партия Partido Democrático Popular                     | PDP    | 1974 | Правый популизм          |
|     | Независимая революционная партия Partido Revolucionário Independiente          | PRI    | 1990 | Неолиберализм            |
|     | Партия национального возрождения Partido Renacentista Nacional                 | PRN    | 1987 | Либеральный национализм  |
|     | Пиратская партия Partido Pirata                                                | PPDR   | 2017 | Пиратская политика       |

### Внепарламентские партии
| Имя | Имя                                                           | Сокр. | Основан | Идеология                 | Позиция             |
| --- | ------------------------------------------------------------- | ----- | ------- | ------------------------- | ------------------- |
|     | Доминиканское народное движение Movimiento Popular Dominicano | MPD   | 1956    | Маоизм                    | Ультралевые → левые |
|     | Национальная прогрессивная сила Fuerza Nacionál Progresísta   | FNP   | 1980    | Национальный консерватизм | Правые              |
|     | Сила революции Fuerza de la Revolución                        | FR    | 1996    | Марксизм-ленинизм         | Крайние левые       |
|     | Движение свободного народа Movimiento de la Gente Libre       | MGL   | 2015    | Синдикализм               | Крайние левые       |

### Бывшие политические партии
| Название | Название                                                                     | Сокр. | Осн. | Идеология                   | Позиция                | Роспуск |
| -------- | ---------------------------------------------------------------------------- | ----- | ---- | --------------------------- | ---------------------- | ------- |
|          | Синяя партия Partido Azúl                                                    | PA    | 1865 | Радикализм                  | Левоцентризм → центр   | 1930    |
|          | Красная партия Partido Rojo                                                  | PR    | 1865 | Консерватизм                | Правые → правоцентризм | 1930    |
|          | Доминиканская партия Partido Dominicano                                      | PD    | 1931 | Фашизм (Трухильизм)         | Ультраправые           | 1962    |
|          | Доминиканская коммунистическая партия Partido Comunista Dominicano           | PCD   | 1944 | Марксизм-ленинизм           | Левые                  | 1996    |
|          | Революционное движение 14 июня Movimiento Revolucionario 14 de Junio         | 1J4   | 1959 | Революционный социализм     | Ультралевые → левые    | 1968    |
|          | Национальный гражданский союз Unión Civico Nacional                          | UCN   | 1962 | Либеральный католицизм      | Центр                  | 1990    |
|          | Эволюционистская либеральная партия Partido Liberal Evolucionista            | PLE   | 1965 | Консервативный либерализм   | Центр → правоцентризм  | 1966    |
|          | Антиимпериалистический патриотический союз Unión Patriótica Antiimperialista | UPA   | 1977 | Социалистический патриотизм | Ультралевые            | 2004    |
|          | Доминиканская партия трудящихся Partido de los Trabajadores Dominicanos      | PTD   | 1979 | Коммунизм                   | Левые → левоцентризм   | 2019    |